# Era filipińska
Era filipińska – system liczenia lat stosowany w Starożytnym Egipcie po śmierci Aleksandra Wielkiego. Jej początkiem był 1 tot (9 listopada) 324 roku p.n.e.
Po śmierci Aleksandra Wielkiego (323 rok przed Chr.) weszła w Egipcie w użycie era filipińska, która swoją nazwę wzięła od imienia następcy Aleksandra, jego przyrodniego brata Filipa. Podobnie jak używana dotąd Era Nabonassara zaczynała się ona od Nowego Roku, to jest 1 dnia miesiąca tot. Chociaż więc Aleksander zmarł w czerwcu 323 roku p.n.e., początek ery filipińskiej przypadł na 9 listopada 324 roku p.n.e. Z uwagi na to, że rok egipski liczył sobie 365 dni, 1 tot stale się cofał i w roku śmierci ostatniej królowej Egiptu (30 p.n.e.) przypadał już 29 sierpnia.